# Passage (Müllerei)
In der Getreidemüllerei wird die Produktführung einer Mühle als Passage, Strang oder Durchlauf bezeichnet.
Das mit Walzenstühlen vermahlene Getreide wird mit einem Plansichter gesiebt. Das Mehl wird abgesiebt und der Schrot wieder vermahlen bis alles Mehl herausgelöst wurde. Diese Produktführung (Mahlen und anschließendes Sichten) heißt Passage. Das Getreide und seine Produkte durchlaufen (je nach Vermahlungsdiagramm) 10–16 Passagen.

## Bezeichnung der Passagen
Die Bezeichnungen der Passagen sind international nicht einheitlich. Man unterscheidet je nach Region verschiedene Passagenarten:
- Schrotpassagen (deutsch: I. bis V. Schrot, schweizerisch/französisch: Passagen B1 bis B5), hier werden die Schrote auf Riffelwalzen kontinuierlich zerkleinert
- Auflösungspassagen (deutsch: 1. bis 4. Auflösung, schweizerisch/spanisch: Passagen C1, C2, C4), die auf Feinriffel- und Glattwalzen eine Auflösung der Mehl- bzw. Grießplättchen bewirken sollen
- Mahlpassagen (deutsch: 1. bis 6., 7. oder 8. Mahlung, schweizerisch/spanisch: Passagen C3 und C5 bis C11), hier werden Grieß und Dunste zu typengerechten Mehlen zerkleinert.

Griesse und Dunste enthalten stets angehaftete Kleieteile, diese müssen separat behandelt werden, dies geschieht auf den Passagen 1. Ab und 2. Ab (deutsch) bzw. C1B und C2B (schweizerisch/spanisch).
Tabellarische Übersicht:
| Passagenart         | Deutschland     | Schweiz       | Frankreich    | Spanien       | England         | USA                              |
| ------------------- | --------------- | ------------- | ------------- | ------------- | --------------- | -------------------------------- |
| Schrotpassagen      | I. … V.         | B1 … B5       | B1 … B5       | T1 … T5       | 1. BK … 5. BK   | 1. BK … 5. BK                    |
| Plansichterpassagen | 1. So. … 2. So. | DIV 1 … DIV 2 | DIV 1 … DIV 2 | DIV 1 … DIV 2 | BMR1 … BMR 2    | GR-1 … GR-2                      |
| Kleieschleuder      | KS1 ... KS4     | Br.1 … Br.4   | Br.1 … Br.4   | Cep.1 … Cep.4 | Br.F.1 … Br.F.4 | BKDU1, BKDU2, BRDU3, SHDU4       |
| Grießputzmaschine   | P1, P2, …       | S1, S2, …     | S1, S2, …     | S1, S2, …     | P1, P2, …       | P1, P2, …                        |
| Auflösung           | 1. Aa           | C1A           | Cl.1 f.       | C1A           | A               | 1MC+1MF                          |
| Auflösung           | 1. Ab           | C1B           | Cl.1 gr.      | C1B           | X1              | 1. SIZ                           |
| Auflösung           | 2. Aa           | C2A           | Cl.2 f.       | C2A           | B               | 2M                               |
| Auflösung           | 2. Ab           | C2B           | Cl.2 gr.      | C2B           | X2              | 2. SIZ                           |
| Auflösung           | Uebg. (3. A)    | C4            | Cl.3.         | C4            | B2              | 3. M                             |
| Ausmahlung          | 1. M … 9. M     | C3, C5 … C12  | C1 … C8       | C3, C5 … C12  | C … L           | 3M, 4M, 5M, 1T, 6M, 7M, 1LG, 2LG |